# Некрасов, Валентин Васильевич
Валентин Васильевич Некрасов — советский хозяйственный и государственный деятель, лауреат Государственной премии СССР за выдающиеся достижения в труде.

## Биография
Родился в 1926 году. Член КПСС.
В 1941—1994 годах — рабочий карьера, помощник машиниста, машинист экскаватора, бригадир машинистов экскаватора Сычевского
горно-обогатительного комбината нерудных материалов, машинист экскаватора Волоколамской дорожной передвижной механизированной колонны.
За внедрение прогрессивных форм обслуживания оборудования на предприятиях промышленности строительных материалов и в строительстве был в составе коллектива удостоен Государственной премии СССР за выдающиеся достижения в труде 1978 года.
Делегат XXVI съезда КПСС.
Жил в пгт Сычёво Волоколамского района Московской области.

## Награды
- Орден Ленина
- Орден Знак Почёта